# El Pueblo (Tortosa)
El Pueblo fue un periódico español editado en Tortosa entre 1901 y 1938.

## Historia
Fundado en 1901, como un semanario, con posterioridad se editaría como un diario. Publicación de ideología republicana y de izquierdas, en sus primeros tiempos estuvo bajo la dirección del periodista y político Marcelino Domingo. 
Durante el periodo de la Segunda República la publicación mostró su apoyo por Marcelino Domingo y el Partido Republicano Radical Socialista, partido al que estuvo adscrito entre 1931 y 1933. Continuó saliendo a la calle tras el estallido de la Guerra civil. Progresivamente catalanizado, a partir de 1937 se publicó íntegramente en catalán y cambió su nombre a El Poble. Mantuvo una línea editorial cercana a ERC. Continuaría editándose hasta 1938.